# Le avventure di Sally
Le avventure di Sally (The Adventures of Sally) è un romanzo sociale, di formazione, sentimentale e umoristico di P. G. Wodehouse, scritto nei primi mesi del 1921, apparso dapprima nello stesso anno su periodici sia del Regno Unito (UK) che degli Stati Uniti (USA), pubblicato in volume per la prima volta nell'UK nel 1922 col titolo The Adventures of Sally e l'anno successivo negli USA col titolo Mostly Sally, tradotto in italiano per la prima volta nel 1931 e pubblicato dall'editore antifascista Giuseppe Monnanni. 
Ambientato nel primo dopoguerra, il romanzo narra le vicende lavorative e sentimentali di alcuni giovani, fra cui il personaggio eponimo Sally Nicholas, che si muovono fra gli Stati Uniti e l'Europa, principalmente la Gran Bretagna, soprattutto nell'ambiente teatrale.

## Storia editoriale

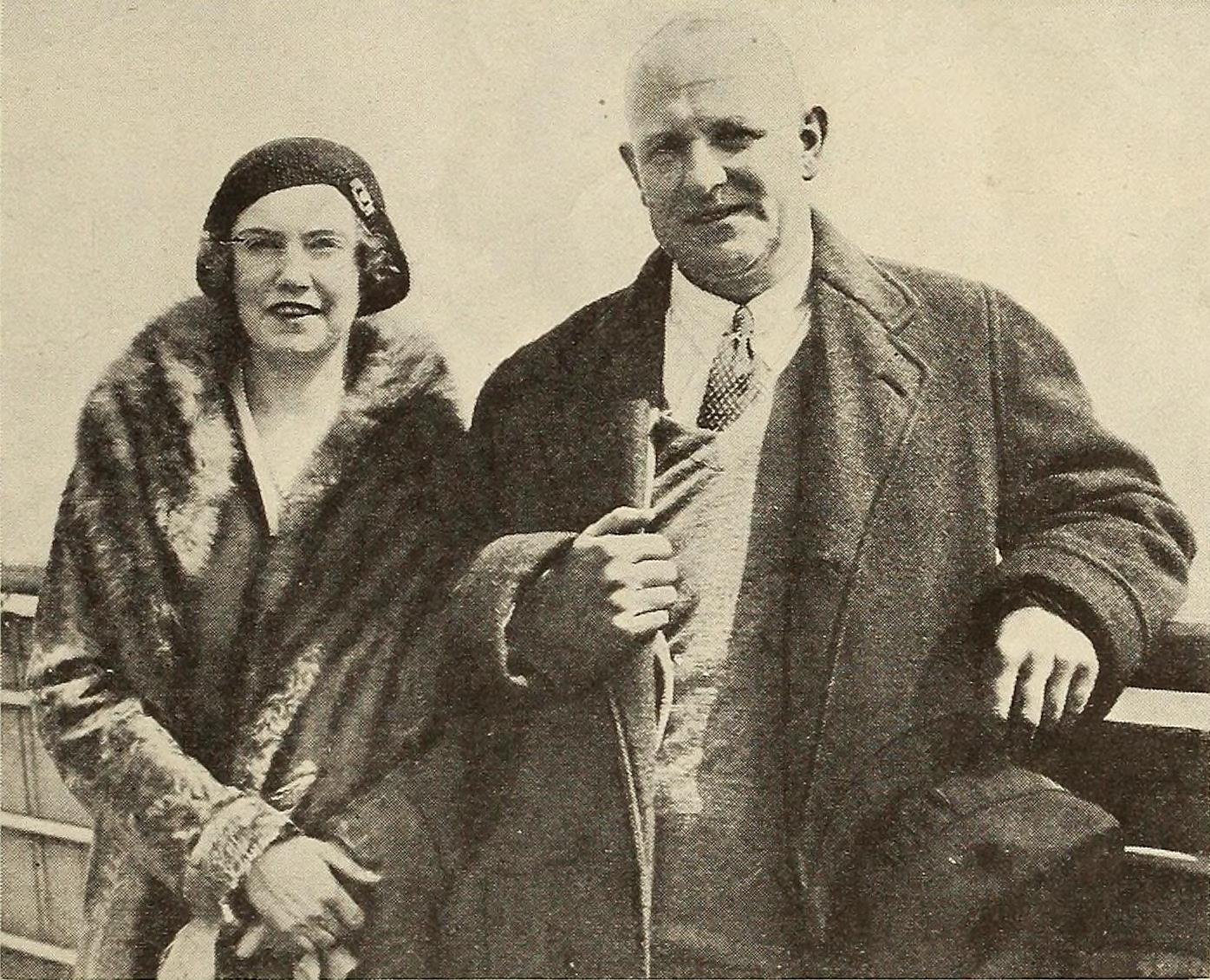
P.G. Wodehouse e la figlia adottiva Leonora (fotografia del 1930, circa)

The Adventures of Sally è stato scritto da Wodehouse nei primi mesi del 1921 trascorsi fra il Regno Unito e gli Stati Uniti d'America. In una lettera del 2 aprile 1921 indirizzata alla figlia adottiva Leonora, allora sedicenne, P.G. Wodehouse, appena giunto a New York da Southampton dopo un viaggio di nove giorni con l'RMS Adriatic in compagnia della moglie, informa la ragazza di aver scritto e rivisto durante il viaggio altre 12,000 parole del romanzo, per cui ora The Adventures of Sally è costituito da circa 70,000 "parole di buona qualità" («words of good stuff»). Wodehouse aggiunge di essere soddisfatto della riuscita della scena nella palestra del pugilato (attuale capitolo XIII), sebbene la scrittura sia stata molto faticosa, e che spera di poter fare a breve la revisione finale a New York. 
Il romanzo apparve dapprima sul settimanale USA Collier's Weekly in tredici puntate dall'8 ottobre 1921 al 31 dicembre 1921, illustrato da Wallace Morgan, e successivamente sul mensile britannico The Strand Magazine in sette puntate dall'aprile 1922 all'ottobre 1922. Il testo pubblicato su Collier's Weekly era più lungo di quello pubblicato su The Strand Magazine (rispettivamente 72 000 parole contro 61 000 parole). 
Il romanzo pubblicato in volume per la prima volta nel Regno Unito da Herbert G. Jenkins il 17 ottobre 1922 e negli Stati Uniti da George H. Doran il 23 marzo 1923, con il titolo Mostly Sally. La traduzione italiana fu fatta da Maria Martone sull'edizione della Jenkins e pubblicata nel 1931 dalla Libreria editrice Monanni; la traduzione della Martone fu riedita, e ristampata più volte anche dalle Edizioni Bietti. Il romanzo fu tradotto nuovamente nel 1995 da Rosetta Palazzi — figlia del lessicografo Fernando Palazzi — e pubblicata dalla Casa editrice Mursia.

## Trama
All'inizio del romanzo gli inquilini della pensione newyorchese gestita dalla signora Meecher festeggiano Sally Nicholas, una graziosa e virtuosa ragazza americana che finora si è guadagnata da vivere come come intrattenitrice nella sala da ballo "Il Giardino fiorito" e ha da poco ereditato 25 000 dollari. Anche Fillmore, il fratello di Sally, ha ereditato la stessa cifra. Sally riceve molti suggerimenti di investimenti finanziari da parte dei suoi amici e per il momento decide di visitare la Francia. Poco prima della partenza per la Francia, il suo fidanzato, il drammaturgo Gerald Foster, le comunica che l'importante impresario teatrale Cracknell farà rappresentare la sua commedia "Come le primule", ma pretende che la protagonista debba essere interpretata dalla sua amica Mabel Hobson, ritenuta una mediocre attrice da Sally e da Gerald, anziché dalla straordinaria Elsa Donald. 
Sulla spiaggia di Roville, una località di villeggiatura francese, Sally osserva due giovani inglesi conversare fra di loro; l'attenzione di Sally è attirata soprattutto da un giovane con i capelli rossi, che dice all'altro di aver perso da poco il lavoro. Più tardi Sally vede il giovane con i capelli rossi sedare con abilità una rissa fra cani. La sera Sally ha occasione di conoscerlo personalmente: è Lancelot Kemp, detto "Ginger", orfano e parente povero insofferente ai condizionamenti dei suoi parenti in Inghilterra. I due conversano a lungo e Sally suggerisce a Ginger di rompere con la famiglia. Qualche giorno dopo Ginger, che ha appena vinto una grossa somma al Casinò, apprende della prossima partenza di Sally e impulsivamente le fa una proposta di matrimonio, ma la ragazza lo informa di essere già fidanzata in patria. Sul treno con cui lascia Roville Sally conosce Bruce Carmyle, un cugino di Ginger il quale sente una forte attrazione, non ricambiata, per la ragazza americana.
Ritornata nella pensione newyorchese, Sally assiste l'anziano signor Faucitt colpito da spagnola; il vecchio attore la aggiorna sulle vicende della commedia di Gerald Foster: l'attrice Mabel Hobson non vuole più recitare in "Come le primule" e quindi l'impresario Cracknell non vuole più finanziare l'allestimento. Sally incontra poi il fidanzato, che si mostra alquanto freddo con lei, e il proprio fratello Fillmore il quale confessa alla sorella di aver sperperato la sua eredità in investimenti sbagliati e le chiede un aiuto economico. Sally dà a Fillmore 20 000 dollari perché diventi impresario di "Come le primule". Con Elsa Donald come protagonista, lo spettacolo teatrale viene allestito e riscuote uno strepitoso successo che Gerald attribuisce solo alla bontà del suo copione. 
Sally incontra per caso Bruce Carmyle e si rende conto che il giovane è venuto in America per incontrarla. Da lui apprende che Ginger è “scomparso”, dopo aver rotto ogni rapporto con la famiglia. Sally scopre più tardi Ginger nella Pensione Meecher, nascosto sotto un letto: Ginger ha sperperato la sua vincita al casinò e, rimasto al verde e in disaccordo con i familiari, ha deciso di emigrare negli USA «il paese delle occasioni». Sally fa assumere Ginger da Fillmore. Sally scopre però che Gerald, il suo fidanzato, ha sposato di nascosto l'attrice Elsa Donald. Afflitta, Sally parte per l'Inghilterra, dove Carmyle la invita nella meravigliosa magione che ha appena acquistato; Sally è incantata dalla bellezza dell'abitazione e dalla serenità della campagna inglese; ma quando Carmyle le fa una proposta di matrimonio, lei rifiuta e ritorna in America.
In patria Sally trova molte situazioni incresciose: Elsa Donald ha lasciato il marito Gerald e interrotto le recite di "Come le primule" verso cui l'interesse del pubblico è ormai cessato; Gerald Foster, abbandonato dalla moglie e dal favore del pubblico, si è dato al bere ed è ritornato come ospite nella pensione della signora Meecher; Fillmore ha abbandonato l'attività teatrale per dedicarsi all'imprenditoria sportiva e ha investito i suoi capitali nella carriera del pugile Bugs Butler; Ginger lavora ora come sparring pugilistico. Alla vigilia dell'incontro valevole per il titolo mondiale, Sally assiste come spettatrice all'ultimo allenamento di Bugs Butler con Ginger come sparring partner; la presenza di Sally trasforma l'allenamento in una rissa con serie conseguenze: compromissione della condizione fisica di Bugs Butler alla vigilia dell'importante match e licenziamento di Ginger come sparring pugilistico. Poco dopo Sally presta gli suoi ultimi 5 000 dollari a Ginger affinché costui acquisti un allevamento canino. Bugs Butler è sconfitto nell'incontro col campione mondiale Lew Lucas determinando così anche il fallimento economico di Fillmore.
Sally ritorna a lavorare come ballerina intrattenitrice al "Giardino fiorito". Qualche mese dopo giunge alla sala da ballo Bruce Carmyle il quale invita Sally a ballare, le fa nuovamente la proposta di matrimonio e Sally, stanca e rassegnata, questa volta accetta. Non appena Bruce è uscito dalla sala, con qualche dubbio sulla saggezza del suo comportamento, per una singolare coincidenza vi entra Ginger: il suo allevamento canino sta avendo un grande successo, e anch'egli fa a Sally una proposta di matrimonio; la ragazza, pur dichiarando di amarlo, rifiuta perché ormai si è impegnata con Bruce. Più tardi, nella Pensione Meecher, Sally sente l'ex fidanzato Gerald Foster, ubriaco, dapprima lamentarsi per il suo fallimento come commediografo e come marito e poco sente distruggere con una mazza da golf oggetti e suppellettili appartenuti all'ex moglie. Sally si reca nella stanza di Gerald per mettere in ordine e trasferisce in via provvisoria Gerald nella propria stanza. Poco dopo Bruce giunge nella stanza di Sally, vi trova Gerald e tronca il fidanzamento. 
A un anno di distanza Sally e Ginger sono sposati e gestiscono un florido allevamento per cani; Fillmore e Gladys Winch, anch'essi sposati, gestiscono con successo un piccolo ristorante a Pittsburg.

## Personaggi
Sally Nicholasragazza americana di 21 anni all'inizio del romanzo, sorella di Fillmore, molto bella, di piccola statura, intrattenitrice di ballo (hostess-dancer) prima ereditare 25 000 $; fidanzata dapprima con Jerry Foster e poi con Bruce Carmyle, sposerà infine Ginger Kemp
Fillmore Nicholasfratello di Sally, 25 anni, dopo l'espulsione da Harvard ha svolto lavori precari prima di ereditare 25 000 $; dopo l'eredità diventerà dapprima socio di Cracknell e poi impresario unico di "Come le primule"; fallisce come impresario pugilistico; sposa Gladys e gestirà con la moglie un ristorante
Augustus Bartlettamico di Sally, lavora per la società finanziaria Kahn, Morris & Brown
Elsa Dolandattrice, molto bella e ricca di talento, già amica di Sally, sposerà Jerry Foster che poi lascerà
Maxwell Faucittanziano attore inglese, Sally lo assiste quando si ammala di spagnola e lo accompagna in Inghilterra dove si reca per amministrare una piccola impresa commerciale ricevuta in eredità
Gerald Foster (Jerry)inglese di bell'aspetto, sui venticinque anni, compagno di scuola di Ginger, commediografo, avrà successo come autore di "Come le primule"; negazionista dell'pandemia di spagnola; fidanzato di Sally, la pianta per Elsa Doland, dalla quale sarà a sua volta lasciato; dopo di che si darà al bere
Mr. Bunburyproduttore di "Come le primule"
Reginald Cracknellricco imprenditore teatrale soprannominato "Il Ragazzo Milionario", già compagno di università di Fillmore, innamorato di Mabel Hobson, primo impresario di "Come le primule"
Mabel Hobsoncorista di bell'aspetto, attrice senza talento, convince Cracknell ad affidarle il ruolo di protagonista nella commedia "Come le primule"; quando litiga con Cracknell diventa collega di Sally al "Giardino fiorito"
Lancelot Kemp (Ginger)giovane inglese dai capelli rossi, cugino sfortunato di Bruce Carmyle, laureato a Cambridge dove è stato compagno di università di Jerry Foster e ha praticato con successo rugby e boxe; rotti i rapporti con la propria famiglia ed emigrato negli USA, non ha fortuna; ama Sally e i cani; Sally gli presta gli ultimi 5 000 dollari per aprire un allevamento di cani
Bruce Carmylegiovane inglese, cugino di Ginger, ricco avvocato ambizioso, chiede a Sally di sposarlo e Sally prima rifiuta, poi accetta, ma il fidanzamento non durerà a lungo
Signora Meecherex attrice, proprietaria della pensione in cui risiedono Sally, Jerry, Mr.  Faucitt, Bartlett, Jerry Foster, Elsa Doland e altri
Totocane della signora Meecher
Gladys Winchattrice caratterista, convinta che il suo unico talento sia in cucina; sposa Fillmore e lo indirizza sulla retta via
Donald Carmyle (Zio Donald)inglese di 62 anni, obeso, sedentario, provvisto di baffi da tricheco, zio di Ginger Kemp e Bruce Carmyle; "Eletto numero Uno" della famiglia è avverso a Ginger e a Sally
Bugs Butlerpugile, sfidante al titolo mondiale dei pesi leggeri, vanesio e impulsivo
Lew Lucaspugile, campione mondiale dei pesi leggeri
Lester Burrowesmanager di Bugs Butler
Isadore Abrahamsrispettabile padre di famiglia, fondatore e proprietario della sala da ballo "Il Giardino fiorito"  dove Sally lavorava un tempo e dove ritornerà a lavorare quando non avrà più il danaro dell'eredità
Lee Schoensteinmaestro di cerimonie al "Giardino fiorito"

## Critica
Le avventure di Sally è un romanzo appartenente a quello che George Orwell nel saggio in difesa di Wodehouse definisce il secondo periodo delle opere di Wodehouse, il "periodo americano", successivo al "periodo scolastico" di cui Mike fu l'esempio migliore, e precedente il "periodo delle residenze di campagna inglesi". Wodehouse soggiornò a lungo negli Stati Uniti nel periodo fra il 1909 e il 1920 circa, e per un po' di tempo mostrò segni di americanizzazione nel linguaggio e nelle prospettive. Nelle opere di questo periodo le trame, come si osserva nelle Avventure di Sally, si basano spesso sul contrasto tra i modi di vita inglesi e quelli americani: personaggi americani si recano talora in Inghilterra e, più spesso, personaggi inglesi si recano negli Stati Uniti; il linguaggio di Wodehouse è caratterizzato dall'uso sempre più frequente di espressioni idiomatiche americane. 
Sophie Ratcliffe evidenzia come Wodehouse, attorno al 1920, abbia creato alcuni dei suoi personaggi femminili più forti e più simpatici (per es., Jill Mariner in Jill, ragazza bizzarra, Sally Nicholas in queste Avventure di Sally e Sue Brown in Lampi d'estate). Il mondo immaginario di Wodehouse era edoardiano; ma nei confronti delle donne, influenzato dai cambiamenti avvenuti sia dopo il movimento suffragista che dalla prima guerra mondiale, era decisamente emancipazionista. Nelle Avventure di Sally i personaggi di sesso maschile si dimostrano quanto meno inaffidabili, in particolare Jerry, come peraltro tutti i giovani di bell'aspetto nelle opere di Wodehouse. Gladys Winch, la giudiziosa moglie di Fillmore, consiglierà a Sally di sposare uno zuccone perché «tutti i matrimoni infelici derivano dal fatto che il marito ha cervello. A che serve il cervello a un uomo? Serve solo a mandarlo in confusione».
Ashapoorv, sul Guardian, rileva come Le avventure di Sally si differenzi dalla maggior parte dei romanzi di Wodehouse, perché la vicenda interessa numerosi personaggi e si sviluppa per diversi mesi, mentre di solito gli altri romanzi di Wodehouse sono focalizzati su un singolo protagonista e per un breve periodo di tempo. Nelle Avventure di Sally i personaggi crescono e maturano, ma lo fanno alla maniera di Wodehouse: la trama è ricca e avvincente e la scrittura è comunque divertente e profonda. 
Gabriella Valentino ricorda come l'umorismo di Wodehouse sia di intreccio, di caratterizzazione, ma soprattutto di linguaggio, il suo lessico sia ricchissimo e utilizzato in modo estremamente creativo, un aspetto che certamente costituisce una sfida per il traduttore che lo deve rendere in una lingua diversa dall'inglese, e pertanto le virtù letterarie di Wodehouse vanno oltre la sua abilità di utilizzare la lingua (dalle trame intricate delle storie, alla qualità dei dialoghi e della narrazione). 
Un giudizio invece parzialmente negativo viene dato da Richard Usborne il quale, dopo aver definito Le avventure di Sally un romanzo anglo-americano in gran parte sul teatro e con aspetti dickensiani, giudica il risultato diseguale, con numerosi temi legati insieme in maniera disordinata e non tutti conclusi.

## Edizioni

### In lingua originale
- (EN) The Adventures of Sally, 1ª ed., London, Herbert Jenkins, 1922.
- (EN) Mostly Sally, 1ª ed., New York, George H. Doran Company, 1923.

### In italiano
- Le avventure di Sally, traduzione di Maria Martone, Milano, Monanni, 1931.
- Le avventure di Sally, traduzione di Maria Martone, Milano, Bietti, 1933.
- Le avventure di Sally, collana GUM; 272, traduzione di Rosetta Palazzi, Milano, Mursia, 1995, ISBN 88-425-1857-3.